# Queer Football Fanclubs
Queer Football Fanclubs (kurz: QFF) ist eine Vereinigung europäischer schwul-lesbischer Fußball-Fanorganisationen, die zur Fußball-Weltmeisterschaft 2006 von den schwul-lesbischen Fanclubs aus Berlin, Stuttgart und Dortmund gegründet wurde. Die Vereinigung arbeitet unter anderem mit dem Bündnis aktiver Fußballfans, der FARE, der European Gay & Lesbian Sport Federation und dem Deutschen Fußball-Bund zusammen und ist Mitglied bei Football Supporters Europe (FSE).

## Struktur
Die QFF wählen in der Vollversammlung einen Sprecherrat für den Zeitraum von zwei Jahren. Der Sprecherrat übernimmt für die Amtszeit die Vertretung der QFF nach außen, hält Kontakt zu Verbänden und Vereinen und ist Ansprechpartner für die Mitgliedsvereine.

## Mitglieder
Als Mitglieder werden alle offiziellen schwul-lesbischen Fußball-Fanorganisationen aufgenommen, die sich bereit erklären, die Ziele zu unterstützen. Demnach sind auch keine Einzelpersonen Mitglied in der Vereinigung, sondern die jeweiligen Fanorganisationen.
Folgende Fanorganisationen sind bzw. waren Mitglied:
| Land                   | Name                         | Verein                             | Stadt             | Gründung / Auflösung bzw. Austritt |
| ---------------------- | ---------------------------- | ---------------------------------- | ----------------- | ---------------------------------- |
| Deutschland            | Andersrum auf Schalke        | FC Schalke 04                      | Gelsenkirchen     | Mai 2010                           |
| Deutschland            | Andersrum Rut-Wiess          | 1. FC Köln                         | Köln              | Nov. 2007                          |
| Deutschland            | Bayer 04-Junxx               | Bayer 04 Leverkusen                | Leverkusen        | Jan. 2008                          |
| Deutschland            | Blaue Bengel                 | Arminia Bielefeld                  | Bielefeld         | Dez. 2006 – Dez. 2018              |
| Deutschland            | Bunte Fohlen                 | Borussia Mönchengladbach           | Mönchengladbach   | Juli 2009 – Jan. 2012              |
| Deutschland            | Bunte Legion 07              | FC Augsburg                        | Augsburg          | Juli 2013                          |
| Deutschland            | Fanprojekt FSV Frankfurt     | FSV Frankfurt                      | Frankfurt (M)     | November 2013                      |
| Deutschland            | Fußballfans gegen Homophobie | Anti-Diskriminierungs-Organisation | Berlin            | Juli 2010                          |
| Deutschland            | Green Hot Spots              | Werder Bremen                      | Bremen            | Okt. 2007                          |
| Deutschland            | Hertha Junxx                 | Hertha BSC                         | Berlin            | Aug. 2001                          |
| Schweiz                | Letzi Junxx                  | FC Zürich                          | Zürich            | Feb. 2009                          |
| Deutschland            | Meenzelmänner                | 1. FSV Mainz 05                    | Mainz             | März 2007                          |
| Deutschland            | MonacoQueers                 | FC Bayern München                  | München           | Dez. 2012                          |
| Deutschland            | Norisbengel                  | 1. FC Nürnberg                     | Nürnberg          | Nov. 2010                          |
| Spanien                | Penya Blaugrana              | FC Barcelona                       | Barcelona         | Apr. 2008                          |
| Deutschland            | Queer Devils e. V.           | 1. FC Kaiserslautern               | Kaiserslautern    | Juli 2007                          |
| Deutschland            | QueerFox                     | SC Freiburg                        | Freiburg          | Mai 2013 – Jan. 2014               |
| Deutschland            | Queer Guards Borussia        | Borussia Mönchengladbach           | Mönchengladbach   | Juli 2012 – Jan. 2014              |
| Schweiz                | Queerpass Basel              | FC Basel 1893                      | Basel             | Juli 2007                          |
| Deutschland            | Queerpass Bayern             | FC Bayern München                  | München           | Nov. 2006                          |
| Deutschland            | Queerpass Bochum             | VfL Bochum                         | Bochum            | Dez. 2009/September 2011           |
| Deutschland            | Queerpass Sankt Pauli        | FC St. Pauli                       | Hamburg           | Nov. 2001                          |
| Deutschland            | Rainbow Borussen             | Borussia Dortmund                  | Dortmund          | Feb. 2004                          |
| Deutschland            | Rainbow Zebras               | MSV Duisburg                       | Duisburg          | März 2009                          |
| Deutschland            | Regenbogenadler              | Eintracht Frankfurt                | Frankfurt am Main | Juli 2013                          |
| Niederlande            | Roze Règâhs                  | ADO Den Haag                       | Den Hague         | Juni 2013                          |
| Deutschland            | RuhrZebras                   | MSV Duisburg                       | Duisburg          | Juni 2013 – Jan. 2019              |
| Deutschland            | STUTTGARTER JUNXX            | VfB Stuttgart                      | Stuttgart         | Okt. 2004                          |
| Deutschland            | VolksparkJunxx               | Hamburger SV                       | Hamburg           | Apr. 2011                          |
| Schweiz                | Wankdorf Junxx               | BSC Young Boys                     | Bern              | Feb. 2007                          |
| Deutschland            | Warm Up 95                   | Fortuna Düsseldorf                 | Düsseldorf        | Juli 2010                          |
| Deutschland            | WildparkJunxx                | Karlsruher SC                      | Karlsruhe         | Jan. 2007                          |
| Deutschland            | RainbowBULLS                 | RB Leipzig                         | Leipzig           | Juni 2017                          |
| Deutschland            | Regenbogenknappen            | FC Schalke 04                      | Gelsenkirchen     | Juni 2017                          |
| Deutschland            | Knobelböcke                  | 1. FC Köln                         | Köln              | August 2017                        |
| Vereinigtes Konigreich | Bradford City LGBT           | Bradford City FC                   | Bradford          | Juni 2015                          |

## Öffentliche Wirkung
Die Fanclubs sorgten erstmals für medienwirksames Aufsehen, als sie mit einem vom Deutschen Fußball-Bund finanzierten LKW an der Parade des CSD 2008 in Köln teilnahmen. Bis 2012 nahmen die Queer Football Fanclubs jedes Jahr an der Parade in Köln teil, seit 2017 gibt es einen zentralen CSD an wechselnden Orten, an dem QFF als Fußgruppe teilnimmt.
Der Verband plant und organisiert zusammen mit der European Gay & Lesbian Sport Federation regelmäßig stattfindende Aktionsabende gegen Homophobie im Profifußball. Bei diesen Veranstaltungen werden Vereine aufgerufen, die „Leipziger Erklärung“ zu zeichnen. An diesen Aktionsabenden haben bereits hohe Fußballfunktionäre, wie z. B. Erwin Staudt (Präsident VfB Stuttgart), Christian Müller (Geschäftsführer Deutsche Fußball Liga), Ex-Fußballprofi Yves Eigenrauch und Theo Zwanziger (Ex-Präsident des Deutschen Fußball-Bundes), teilgenommen.
Im März 2011 traten die Fanclubs im Rahmen der Kritik von DFB-Teammanager Oliver Bierhoff an einem ARD-Tatort zum Thema Homophobie im Fußball öffentlich in Erscheinung. Zuvor hatte der Verbund bereits im Februar 2011 eine Resolution an die FIFA übersendet und die Vergabe der Fußball-Weltmeisterschaft 2022 an Katar – einem Land, in dem Homophobie durch das Strafgesetzbuch unterstützt wird und Homosexualität unter Strafe steht – scharf kritisiert.
Seit 2011 sitzt QFF mit anderen engagierten Vertretern am Runden Tisch der Antidiskriminierungsstelle des Bundes und versucht, Aktionen gegen Homophobie zu koordinieren.
Da die Fanclubs jedoch keine einseitig ausgerichtete Fan-Organisation sind, beschäftigen sie sich natürlich auch mit Fußball-relevanten Themen wie Stadionverboten, Legalisierung von Pyrotechnik oder Ticket-Preisgestaltung. Sie sind Mitglied bei Football Supporters Europe und FARE. Seit 2012 hat QFF einen ständigen Sitz in der AG Fanbelange, in der beim DFB Fanorganisationen mit Fußballverbänden fanrelevante Themen erörtern.